# Ловер-Алловейс Тауншип (Нью-Джерсі)
Ловер-Алловейс Тауншип (англ. Lower Alloways Creek Township) — селище (англ. township) в США, в окрузі Салем штату Нью-Джерсі. Населення — 1717 осіб (2020).

## Демографія
Згідно з переписом 2010 року, у селищі мешкало 1770 осіб у 679 домогосподарствах у складі 503 родин. Було 727 помешкань
Расовий склад населення:
| - 96,9 % — білих - 1,4 % — чорних або афроамериканців - 0,3 % — корінних американців - 0,2 % — азіатів |

До двох чи більше рас належало 1,1 %. Частка іспаномовних становила 1,5 % від усіх жителів.
За віковим діапазоном населення розподілялося таким чином: 21,8 % — особи молодші 18 років, 60,9 % — особи у віці 18—64 років, 17,3 % — особи у віці 65 років та старші. Медіана віку мешканця становила 44,2 року. На 100 осіб жіночої статі у селищі припадало 96,0 чоловіків;  на 100 жінок у віці від 18 років та старших — 94,7 чоловіків також старших 18 років.
Середній дохід на одне домашнє господарство  становив 88 426 доларів США (медіана — 72 250), а середній дохід на одну сім'ю — 96 872 долари (медіана — 86 579). Медіана доходів становила 61 979 доларів для чоловіків та 45 125 доларів для жінок. За межею бідності перебувало 9,3 % осіб, у тому числі 17,7 % дітей у віці до 18 років та 8,8 % осіб у віці 65 років та старших.
Цивільне працевлаштоване населення становило 728 осіб. Основні галузі зайнятості: освіта, охорона здоров'я та соціальна допомога — 21,4 %, транспорт — 15,0 %, науковці, спеціалісти, менеджери — 11,0 %, будівництво — 10,4 %.